# Rik Vandenberghe
Rik Vandenberghe, född 12 januari 1953, är en friidrottare från Belgien. Han deltog vid olympiska sommarspelen 1980.